# Sweetheart of the Doomed (film 1917)

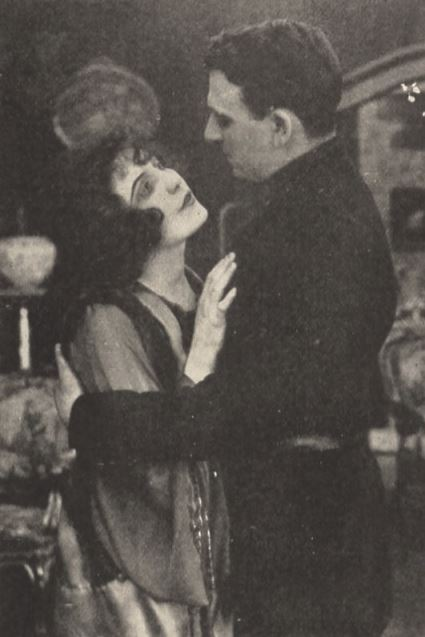
Fotogramma del film drammatico di guerra americano Sweetheart of the Doomed (1917) con Louise Glaum e Charles Gunn, tratto da Film Fun di giugno 1917.

Sweetheart of the Doomed è un film muto del 1917 diretto da Reginald Barker sotto la supervisione di Thomas H. Ince.

## Produzione
Il film fu prodotto dalla Kay-Bee Pictures e dalla New York Motion Picture.

## Distribuzione
Distribuito dalla Triangle Distributing, il film uscì nelle sale cinematografiche degli Stati Uniti l'8 aprile 1917. Nel 1920, ne venne fatta una riedizione distribuita il 1º ottobre.